# Músculo espinoso
El músculo espinoso (Musculus spinalis) es una porción del músculo erector de la columna; compuesto por un conjunto de músculos y tendones, este se halla en la zona más cercana a la columna. Está dividido en tres porciones.

## Músculo espinoso torácico - Epiespinoso
El espinal dorsal, la continuación medial del sacroespinal, apenas es posible distinguirlo como un músculo por separado.
Conocido como Epiespinoso.
Está situado en el lado medial del músculo longísimo, estando muy entrelazadas sus fibras; surge desde 3 o 4 tendones provenientes de la apófisis espinosa de las dos primeras vértebras lumbares y las dos últimas vértebras torácicas; estos, uniéndose, forman un pequeño músculo, el cual, se inserta por medio de tendones diferenciados, en las apófisis espinosas de las vértebras T1 a T6 (e incluso hasta la T8).
Está muy entremezclado con el músculo semiespinoso torácico, situado por debajo de este.

## Músculo espinoso del cuello
El músculo espinoso del cuello,
este surge de la parte baja del ligamento nucal, el proceso espinoso de la vértebra C7, y algunas veces del proceso espinoso de la primera y segunda vértebra torácica.
Esta se inserta en el proceso espinoso del axis, y ocasionalmente en el proceso espinoso de las 2 vértebras bajo este hueso (C3-C4).

## Músculo espinoso de la cabeza
El espinoso de la cabeza es común hallarlo conectado intrínsecamente con el músculo semiespinoso de la cabeza.
Estos dos últimos músculos (el espinoso del cuello y cabeza), se hallan por lo general, muy poco desarrollados.
A menudo ausente o muy pequeño; se origina con el semiespinoso de la cabeza.
Inserción: en el hueso occipital.
Acción: Extiende la cabeza y la columna vertebral
Inervación: Nervios Espinales Cervicales
Referencia: Principios de Anatomía y Fisiología by Tortora y Derrickson